# Tabanus pullulus
Tabanus pullulus är en tvåvingeart som beskrevs av Austen 1912. Tabanus pullulus ingår i släktet Tabanus och familjen bromsar. Inga underarter finns listade i Catalogue of Life.